# Biomolecola

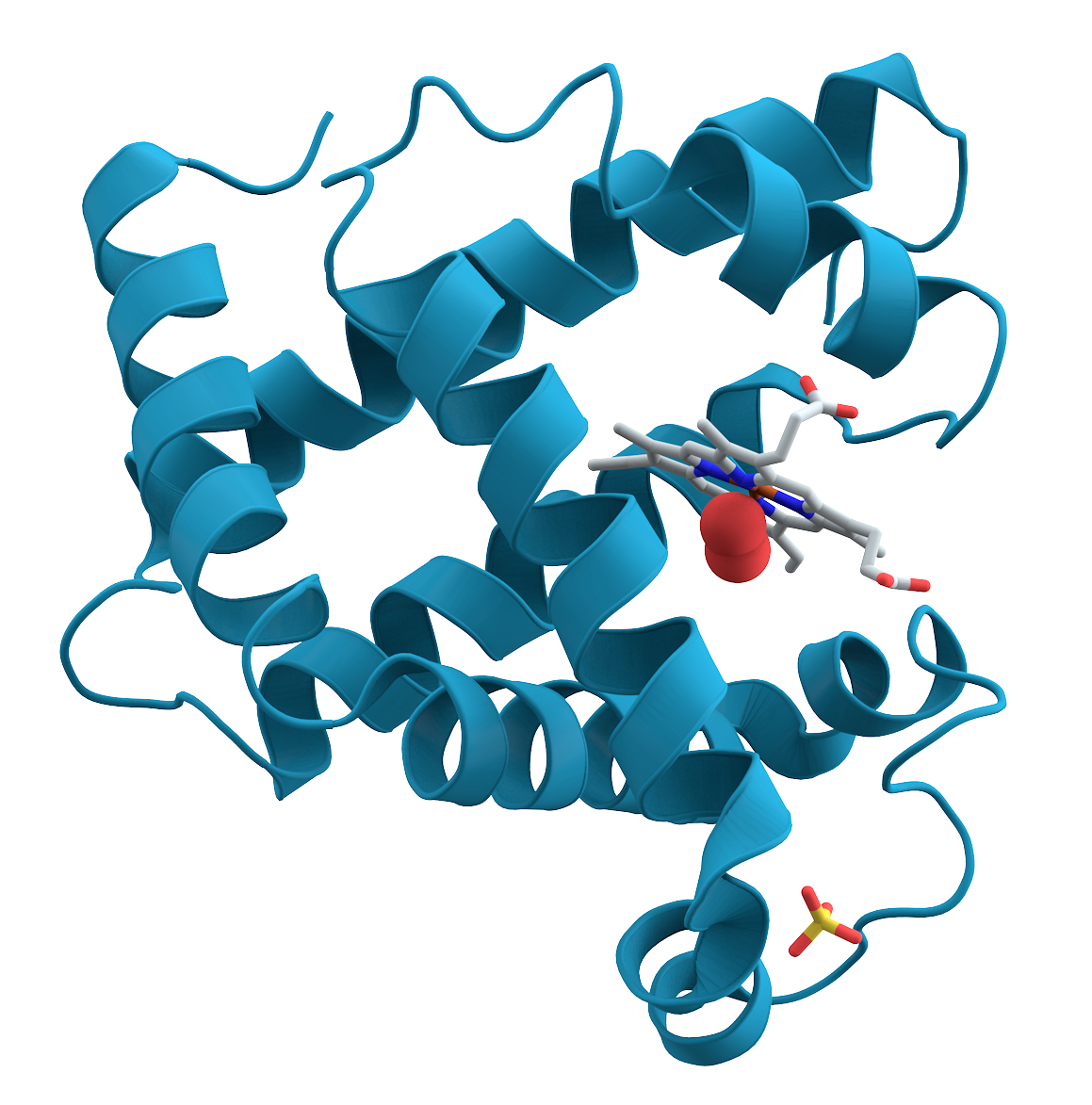
Una rappresentazione della struttura 3D della mioglobina, con le alfa eliche colorate. La mioglobina è la prima proteina la cui struttura 3D sia stata risolta per cristallografia a raggi X. Ciò avvenne nel 1958 da parte di John Kendrew e Max Perutz, che poi vinsero il Premio Nobel.

Una biomolecola è un composto chimico che riveste un ruolo importante negli esseri viventi. Le biomolecole sono composte essenzialmente da carbonio (infatti si parla di scheletro carbonioso) e idrogeno, cui sono spesso associati azoto, ossigeno, fosforo e zolfo. A volte possono essere incorporati anche altri elementi.
Le biomolecole possono essere generalmente di due tipi:
- Macromolecole, rappresentano la maggior parte delle biomolecole e sono composte essenzialmente da polimeri, composti di un gran numero di "monomeri", come il DNA (composto di nucleotidi) o le proteine (composte di amminoacidi).
- Ioni o piccole molecole.

## Tipi di biomolecole
Tra le piccole molecole figurano:
- i fosfolipidi, i glicolipidi, gli steroli;
- le vitamine;
- gli ormoni;
- i neurotrasmettitori;
- i carboidrati, gli zuccheri;
- i disaccaridi.

Tra i monomeri costituenti le macromolecole biologiche:
- gli amminoacidi
- i nucleotidi;
- i fosfati;
- i monosaccaridi.

Le principali biomolecole polimeriche sono:
- i peptidi, gli oligopeptidi, i polipeptidi, le proteine;
- gli acidi nucleici, come DNA ed RNA;
- gli oligosaccaridi, i polisaccaridi.
- I lipidi.

## Nucleosidi e nucleotidi
I nucleosidi sono molecole formate dall'attacco di una base azotata ad un anello di ribosio. Esempio di nucleosidi sono la citidina, l'uridina, l'adenosina, la guanosina, la timidina e l'inosina.
I nucleosidi possono essere fosforilati da chinasi specifiche, a produrre i nucleotidi, che risultano essere i veri mattoni per la costituzione del DNA e dell'RNA.

## Saccaridi
I monosaccaridi sono nella forma di zuccheri semplici. I disaccaridi sono composti da due monosaccaridi legati tra loro. Sia i monosaccaridi che i disaccaridi sono dolci, solubili in acqua e cristallini. Tra i monosaccaridi rivestono particolare importanza biologica il ribosio e il deossiribosio (zuccheri pentosi), il glucosio, il fruttosio e il galattosio (zuccheri esosi). Disaccaridi di importanza biologica sono il saccarosio, il maltosio (o trealosio), il lattosio.
I polisaccaridi sono monosaccaridi polimerizzati, dal sapore non dolce. Si tratta, generalmente, di molecole molto ampie, con strutture spesso ramificate. Non sono solubili in acqua e non formano cristalli. Ne sono esempio l'amido, la cellulosa, il glicogeno. Polisaccaridi più brevi, fino a 15 monomeri, sono spesso identificati come oligosaccaridi

## Lipidi
I lipidi sono in sostanza esteri degli acidi grassi e sono i costituenti principali delle membrane biologiche. Un'altra funzione biologicamente significativa è quella di riserva energetica (tipica, ad esempio, dei trigliceridi). La maggior parte delle molecole lipidiche sono composte da una regione polare o idrofila e di una o più estremità idrofobiche. Per questo motivo, i lipidi sono molecole anfipatiche. L'acido grasso può essere composto di una catena a legame singolo di atomi di carbonio, nel cui caso la catena è detta satura. Se sono presenti doppi legami carbonio-carbonio, la catena è invece detta insatura. La lunghezza delle catene è solitamente compresa tra i 14 e i 24 atomi di carbonio.
I lipidi presenti nelle membrane biologiche sono di tre tipi, a seconda del tipo di testa idrofila:
- i glicolipidi, la cui testa contiene un oligosaccaride con 1-15 residui;
- i fosfolipidi, la cui testa contiene un gruppo carico positivamente, legato alle catene idrofobiche da un gruppo fosfato carico negativamente;
- gli steroli (o steroidi), le cui teste idrofile contengono un anello steroideo planare (come il colesterolo).

## Amminoacidi
Gli amminoacidi sono molecole che contengono un gruppo funzionale sia amminico che carbossilico. Oltre ad essi, ogni amminoacido contiene un ulteriore gruppo, detto catena laterale che ne conferisce tutte le specifiche caratteristiche fisico-chimiche.
Gli amminoacidi sono i mattoni che costituiscono lunghe catene di polimeri. Tali catene sono dette oligopeptidi se formate da 2-20 amminoacidi. Se contano 20-100 amminoacidi, sono dette peptidi. Catene con più di 100 amminoacidi sono dette proteine o polipeptidi. La struttura delle proteine può avere diversi ruoli e funzionalità all'interno dell'organismo.
Esistono ventidue amminoacidi che vengono utilizzati dalla cellula per produrre le proteine di cui necessita attraverso un codice genetico ampiamente conservato nelle specie viventi. Oltre a questi, esistono oltre 500 amminoacidi rilevanti dal punto di vista biologico: tra questi la carnitina utilizzata nel trasporto dei lipidi nella cellula, l'ornitina, il GABA e la taurina. Se in una proteina si osservano amminoacidi differenti da questi ventidue, essi sono frutto di una modificazione post traduzionale. I due amminoacidi oltre ai venti standard che possono essere incorporati nelle proteine di certi organismi durante la traduzione sono:
- La selenocisteina è inserita in alcune proteine in presenza di un codone UGA, normalmente un codone di stop.
- La pirrolisina è inserita in alcune proteine in presenza di un codone UAG, altro codone di stop: è frequente in alcuni enzimi addetti alla produzione di metano nei batteri metanogeni.

### Struttura delle proteine
La struttura primaria di una proteina è essenzialmente il filamento lineare contenente tutti gli amminoacidi della proteina. Nel costituire la struttura secondaria, il filamento si ripiega in alcuni tipi di conformazione locale (tra cui l'alfa elica o il foglietto β). La struttura terziaria consiste nella struttura tridimensionale della proteina. La struttura quaternaria riguarda infine aggregati di più proteine (come ad esempio avviene per l'emoglobina, composta di quattro subunità).

### Metalloproteine
Una metalloproteina è una proteina contenente un cofattore metallico. Può trattarsi di uno ione isolato o di un gruppo non-proteico più ampio (spesso detto gruppo prostetico), come avviene per le porfirine in proteine come la mioglobina. In altri casi il metallo può trovarsi tra la catena laterale di un amminoacido ed uno ione non metallico: ad esempio molte proteine sono dotate di clusters ferro-zolfo.

## Ormoni
Gli ormoni sono molecole segnale secrete dalle ghiandole del sistema endocrino nel circolo sanguigno. Svolgono una gran quantità di ruoli in varie localizzazioni dell'organismo, contribuendo alla regolazione delle vie metaboliche delle cellule bersaglio.
Dal punto di vista strutturale, gli ormoni possono essere di tre tipi: i più importanti sono:
- gli steroidi, tutti derivanti dal colesterolo;
- ammine e amminoacidi;
- peptidi o proteine.

## Vitamine
Le vitamine sono un gruppo di molecole accomunate dal fatto di essere fondamentali per l'organismo ma non sintetizzabili da esso. Per questo motivo, occorre assumere le vitamine attraverso la dieta. Le vitamine, infatti, sono spesso presenti in tracce in determinati alimenti.